# Крупышино
Крупы́шино — село в Дмитровском районе Орловской области. Входит в состав Лубянского сельского поселения. Населённый пункт воинской доблести (19.02.2020).
Население — 289 человек (2010 год).

## География
Расположено на востоке района, в 25 км от Дмитровска на речке Воробьёвке, притоке Неживки. Мимо южной окраины села проходит автодорога 54К-9 «Кромы — Комаричи». Высота над уровнем моря — 192 м.

## История
Крупышино известно, как минимум, с начала XVIII века. Уже тогда здесь действовал православный храм, освящённый в честь Кирилла и Афанасия Александрийских. В XVIII веке село входило в состав Кромского уезда. 
Крупышино населяли, в основном, крепостные крестьяне. Но здесь жило и несколько семей лично свободных однодворцев. По данным 5-й ревизии 1795 года в селе проживало 17 однодворцев (7 мужского пола и 10 женского).
В 1802 году село вошло в состав Дмитровского уезда Орловской губернии.
По данным 10-й ревизии 1858 года отцу А. А. Офросимова, Александру Фёдоровичу Офросимову в Крупышино принадлежало 56 крестьян мужского пола; 185 крестьян мужского пола принадлежало князю Владимиру Александровичу Меншикову. Небольшую часть населения в это же время составляли однодворцы (16 душ мужского пола), которые входили в подчинение Волковской казённой волости.
В 1866 году здесь было 66 дворов, проживали 642 человека (312 мужского пола и 330 женского), действовал православный храм. К 1877 году число дворов увеличилось до 82, число жителей — до 826 человек. В то время в селе действовали 2 постоялых двора, а 8 июня проходила ежегодная ярмарка. Крупышино входило в состав Лубянской волости Дмитровского уезда Орловской губернии. В 1897 году в селе проживало 832 человека (374 мужского пола и 458 женского), всё население исповедовало православие.
В 1926 году в селе было 200 хозяйств (в том числе 195 крестьянского типа), проживало 938 человек (416 мужского пола и 522 женского), действовала школа 1-й ступени и пункт ликвидации неграмотности. В то время Крупышино было административным центром Чувардинского сельсовета Лубянской волости Дмитровского уезда. С 1928 года в составе Дмитровского района. В 1930-е — 1940-е годы в селе действовал колхоз «Крупышино». В 1937 году в селе было 122 двора. 
Во время Великой Отечественной войны, с октября 1941 года по 9 августа 1943 года, находилось в зоне немецкой оккупации. 
После упразднения Чувардинского сельсовета в 1954 году Крупышино вошло в состав Лубянского сельсовета. 
С 1960-х годов на землях села действовал совхоз «Лубянский».

## Храм Кирилла и Афанасия Александрийских
Приход церкви состоял из одного села Крупышино, без деревень. Священниками храма в разное время были: Григорий Азбукин (?—1865), Михаил Покровский (?—1906), Николай Кречетников (1906—?) и другие. Храм посещали орловские епископы: Серафим (7 июня 1906 года) и Григорий (4 июля 1911 года). В 1907 году приходской совет храма изыскал 100 рублей на покупку дома для священника. Церковь была закрыта в советское время и до наших дней не сохранилась.

## Поле Матросской славы
Рядом с Крупышино расположено поле Матросской славы. Во время Великой Отечественной войны, 20 февраля 1943 года, в ходе неудачного наступления Брянского фронта, здесь погибли бойцы 1-я лыжной бригады Тихоокеанского флота. Памятник установлен 9 мая 1975 года.

## Население
| 1866 | 1877 | 1897 | 1914 | 1916 | 1926 | 1979 |
| ---- | ---- | ---- | ---- | ---- | ---- | ---- |
| 642  | ↗826 | ↗832 | ↗895 | ↗976 | ↘938 | ↘165 |
| 2002 | 2010 |      |      |      |      |      |
| ↗277 | ↗289 |      |      |      |      |      |